# Sænk kun dit hoved, du blomst
Sænk kun dit hoved, du blomst er en dansk sang med tekst af Johannes Jørgensen og musik af Carl Nielsen.

## Tilblivelse
Sangen kom i stand i forbindelse med Nielsens og Jørgensens samarbejde om kantaten Søvnen i 1903.
Jørgensen sendte fire tekster til Nielsen som forslag, hvor en af dem var Sænk kun dit Hoved, du Blomst.
Nielsen fandt at teksterne ikke passede som kantate, men i stedet som sange. 
Han forklarede i et brev til Jørgensen:
| „ | Men Deres Digte er saa smukke og jeg vil derfor meget gjerne have lov at Komponere dem som Sange og som saadanne Sangtexter er de mig ret inderlig tilpas. | “ |

## Tekst
Jørgensens tekst er på tre strofer hver med fire verselinjer.
Rimskemaet er abcb.
Der er tale om en aftensang, hvor der bliver set frem til nattens komme: "natten, den milde, den tyste, / kommer".
Teksten former sig som en henvendelse til en blomst via første verselinjes "du blomst".
Flere af tekstens udsagnsord står i bydemåde: sænk, bøj, vent og sov. 
Sangens tekst er under ophavsret indtil 2027.

## Musik
Nielsens første version af sangen, en udgave for sang og klaver, er dateret 8. december 1903.
Der eksisterer også en version for sang og orkester fra Nielsens hånd.
Melodien er usædvanlig der gør den svær at synge. 
Den benyttes derfor til optagelsesprøver for sangere.
Phillip Faber bemærker at den savner en egentlig toneart.

## Udgivelser
Nielsens musik udkom i december 1907 i det ene af to små hæfter der bar titlen Strofiske Sange.
I denne samling forekommer også Jens Vejmand.
Sangen er nummer 581 i Højskolesangbogens 19. udgave.

## Opførelser og indspilninger
Tidlige opførelser af sangen var den 12. marts 1907 i Odd Fellow Palæet ved Margrethe L.C. Nielsens debutkoncert hvor hun var akkompagneret af pianisten Henrik Knudsen.
Senere samme år den 30. november sang Johanne Krarup-Hansen sangen samme sted.
Sangen er blandt andre indsunget af Københavns Drengekor,
Kurt Westi
og Inger Dam-Jensen.
Kaare Norge har indspillet en version for guitar udgivet 2015.
En anden instrumentaludgave udgivet samme år er pianisten Aaron Parks og tenorsaxofonisten Christian Vuusts jazzede version fra albummet Storytelling.
John Høybye har arrangeret værket for kor.
Denne version er indspillet af DR Vokalensemblet.
Bo Holtens korarrangement er indspillet af hans kor Musica Ficta og udgivet som en del af værket Den danske Sangskat.